# (3484) Neugebauer
(3484) Neugebauer (1978 NE) – planetoida z pasa głównego asteroid okrążająca Słońce w ciągu 4,17 lat w średniej odległości 2,59 j.a. Odkryli ją Eleanor Helin i Eugene Shoemaker 10 lipca 1978 roku.